# Kelemen Gyula

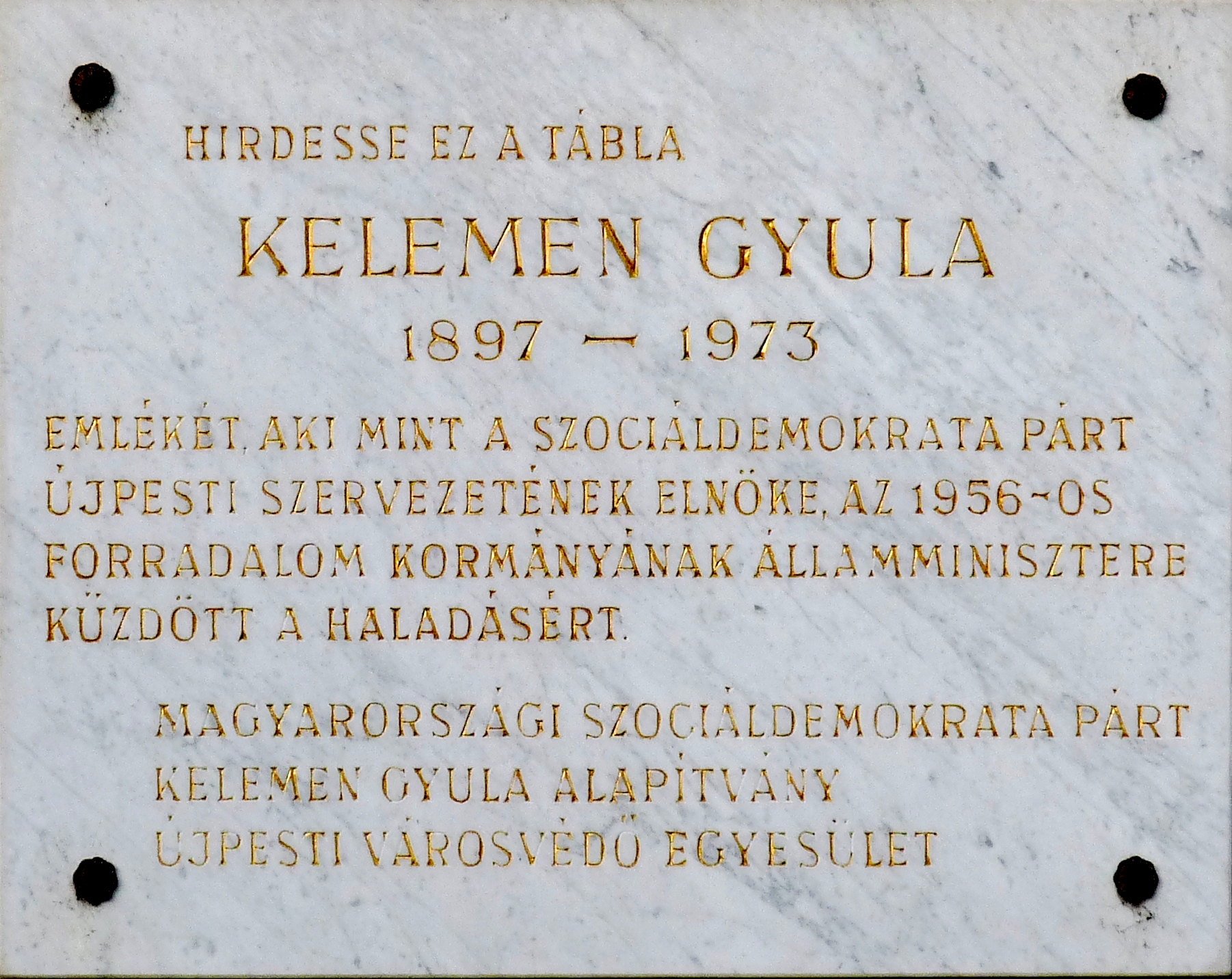
Emléktáblája Budapest IV. kerületében

Kelemen Gyula (Budapest, 1897. november 7. – Budapest, 1973. április 22.) magyar szociáldemokrata politikus, az 1956-os forradalom alatt a harmadik Nagy Imre-kormány államminisztere.

## Élete
Négy év polgári iskolát és kereskedelmi szaktanfolyamot végzett, ezt követően műszerésznek tanult. 1918-ban a vasasszakszervezet és az MSZDP tagja lett. A Magyarországi Tanácsköztársaság bukását követően, 1919-ben kiköltözött Párizsba, ahonnan 1921-ben tért haza. 1929-től az újpesti képviselőtestület és Pest vármegye törvényhatósági bizottságának tagja volt. 1937-től az MSZDP újpesti szervezetének elnöke lett. 1936 - 1939 között a Pest környéki végrehajtó bizottság elnöke, 1937-től '39-ig az SZDP Országos Végrehajtó Bizottságának a tagja volt. 1945. augusztus 20.-tól az országos pártvezetőség tagja lett. Áprilistól az Ideiglenes Nemzetgyűlés képviselője, majd az 1945-ös választáson ismét országgyűlési képviselői helyet nyert. 1948-ig az Iparügyi Minisztérium politikai államtitkára volt. 1948. januárjában letartóztatták és koncepciós perben életfogytiglani börtönbüntetésre és teljes vagyonelkobzásra ítélték. 1956. júniusában szabadlábra helyezték, október 31.-től az újjáalakult MSZDP főtitkára lett. November 2. és 4. között Nagy Imre kormányában államminiszter volt. A forradalom leverése után pártját ismét betiltották. Sokáig visszavonultan élt, majd 1963. június 1-jén a Legfelsőbb Bíróság felmentette az 1948-ban ellene felhozott vádak alól. Visszakapta elkobzott házát és állami nyugdíjat kapott. Ezt követően teljesen visszavonult, Budapesten halt meg 1973-ban.

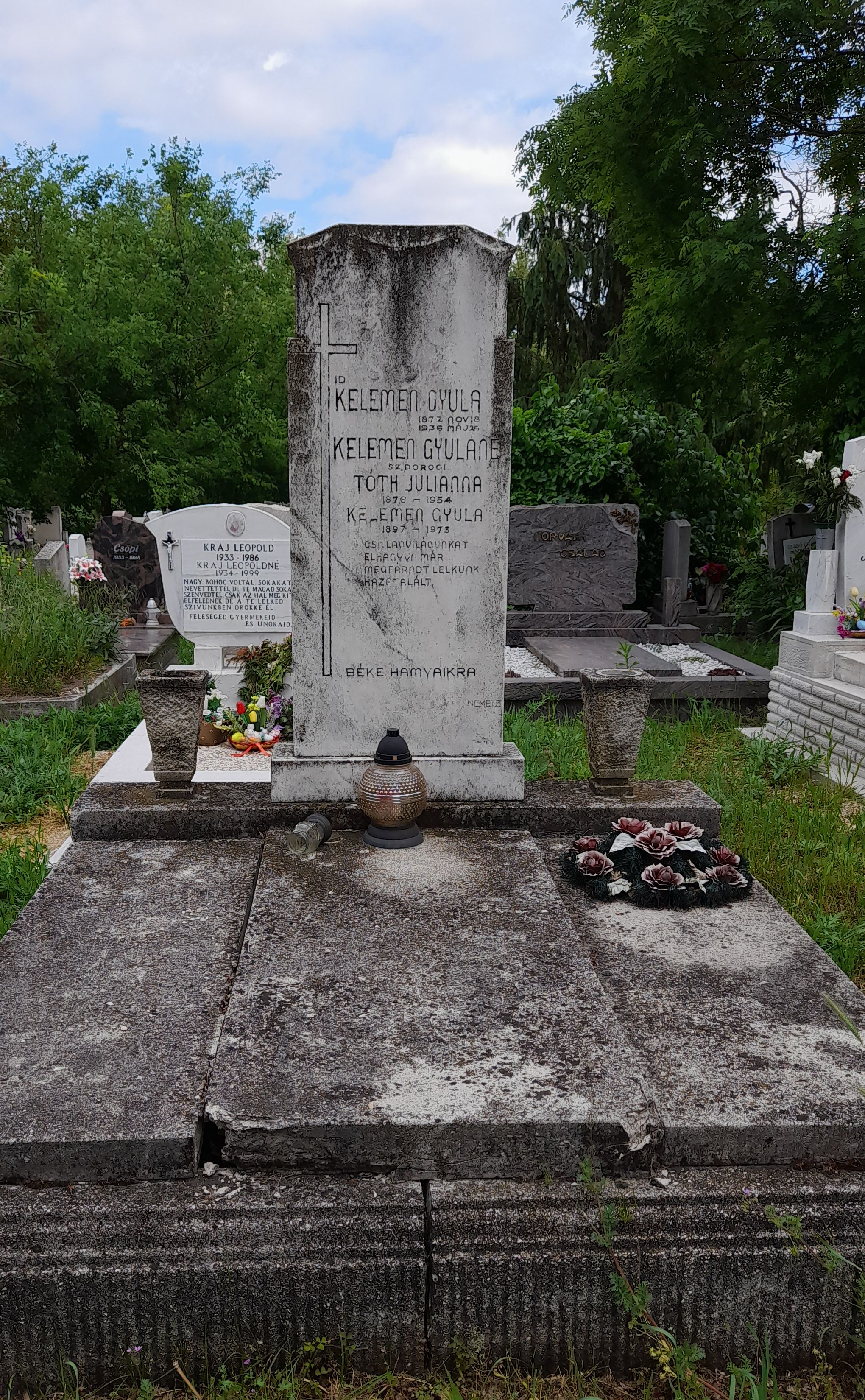
Sírja a budapesti Megyeri temetőben (10. parcella)